# Ksawery Józef Karol Zalewski

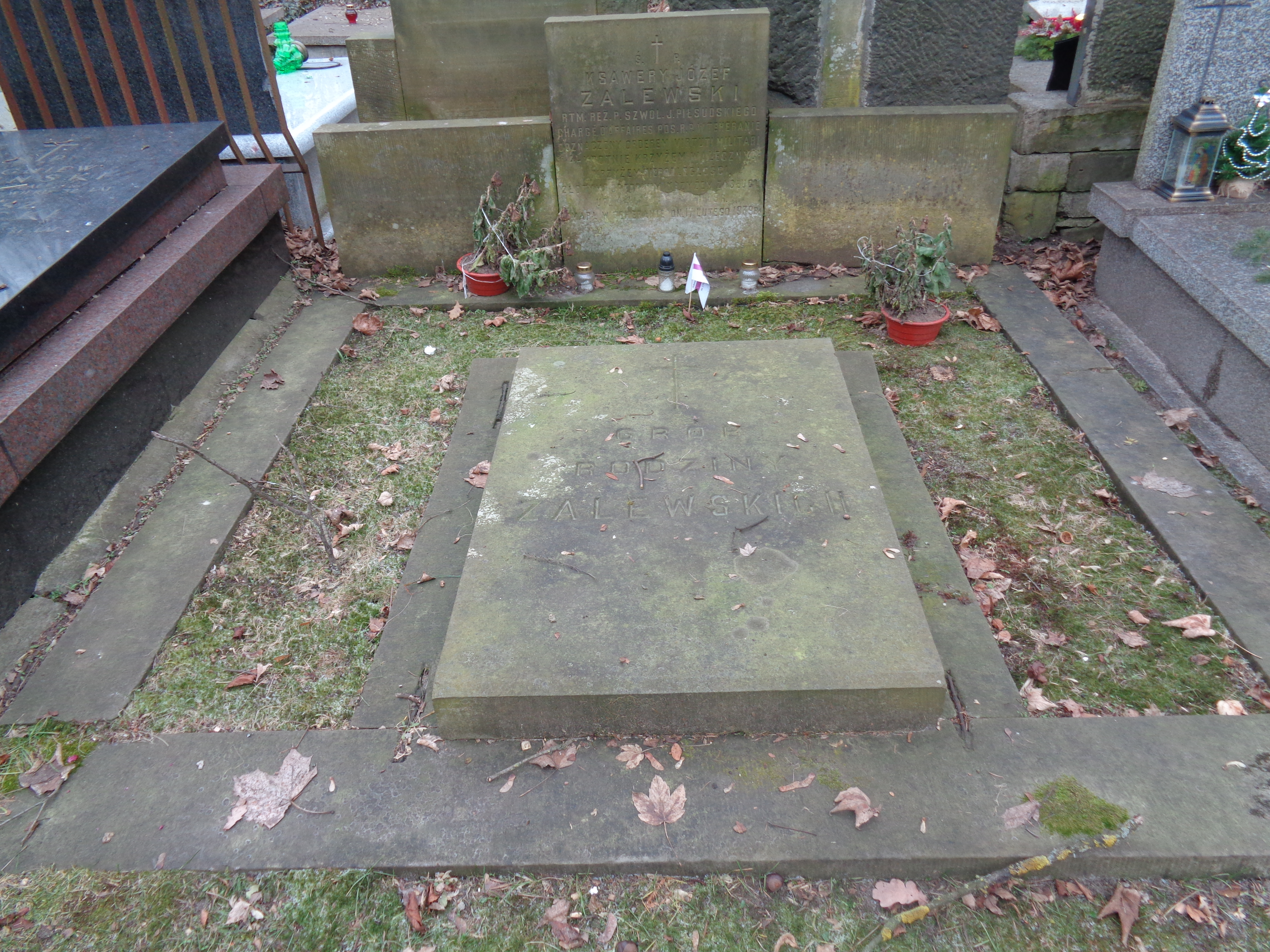
Grób Ksawerego Józefa Zalewskiego na wojskowych Powązkach

Ksawery Józef Karol Zalewski (ur. 4 listopada 1895 w Częstochowie, zm. 17 lutego 1939 w Teheranie) – rotmistrz Wojska Polskiego, kawaler Orderu Virtuti Militari, działacz niepodległościowy, urzędnik konsularny i dyplomata.

## Życiorys
Syn Kazimierza Władysława Zygmunta z Sieradowic w powiecie kieleckim i Leokadii Walerii Jabłońskiej z Rudnik w powiecie opatowskim. W 1914 zdał maturę w Szkole Handlowej w Radomiu. W latach 1912–1913 razem z Antonim Jabłońskim i Stanisławem Dereńskim należał do kierownictwa organizacji Zarzewie w Radomiu. Od 1912 należał do Związku Strzeleckiego.
Studiował na Uniwersytecie Jagiellońskim, a następnie wyjechał do Paryża, gdzie kontynuował studia na École de Science Politique. W sierpniu 1914 wstąpił razem z bratem Jerzym Zalewskim do szwadronu Władysława Beliny-Prażmowskiego. W ten sposób dołączył do swojego brata ciotecznego, Antoniego Jabłońskiego, który należał do tzw. Pierwszej Siódemki Beliny-Prażmowskiego.
W 1 pułku ułanów Legionów Polskich przeszedł cały szlak bojowy I Brygady. Za czyn z listopada 1914, kiedy w okolicy Wolbromia podczas patrolu uratował życie swojemu towarzyszowi broni zdobywając dodatkowo ważne dokumenty dotyczące nieprzyjaciela otrzymał order Virtuti Militari. Od 5 lutego do 31 marca 1917 roku był słuchaczem kawaleryjskiego kursu oficerskiego przy 1 pułku ułanów w Ostrołęce. Kurs ukończył z wynikiem dobrym. Posiadał wówczas stopień kaprala. W lipcu 1917 razem z innymi żołnierzami I Brygady odmówił złożenia przysięgi na wierność cesarzowi Niemiec Wilhelmowi II i został internowany, najpierw w Szczypiornie, następnie w Łomży.
Od marca do listopada 1918 działał w radomskim POW. Od listopada 1918 w Wojsku Polskim we Włodawie brał udział w formowaniu 1 pułku ułanów, następnie przemianowanego na 1 pułk szwoleżerów Józefa Piłsudskiego. W grudniu uczestniczył w pierwszej bitwie pod Dołhobyczowem jako dowódca plutonu. Uczestniczył we wszystkich walkach pułku aż do zdobycia Wilna 19 kwietnia 1919, kiedy został ranny w komorę serca. Dzięki szybkiemu przewiezieniu do Warszawy i operacji w Szpitalu Ujazdowskim wrócił do zdrowia. Po rekonwalescencji skierowany został do Departamentu Kawalerii MSWojsk., gdzie pracował do 1921. Mianowany rotmistrzem ze starszeństwem z dniem 1 kwietnia 1921. W 1934 roku pozostawał w ewidencji Powiatowej Komendy Uzupełnień Warszawa Miasto III. Posiadał przydział w rezerwie do 1 pułku szwoleżerów.
W 1925 wstąpił do polskiej służby zagranicznej, pełniąc funkcję pracownika w Konsulacie Generalnym RP w Lille (1925–1926), Ministerstwa Spraw Zagranicznych (1926), sekr. Konsulatu Generalnego w Tbilisi (1926–1932), prac. w Referacie Sowieckim MSZ (1932–1936), konsula i kier. Konsulatu Generalnego w Tbilisi (1936–1937). 1 stycznia 1938 roku został tytularnym I sekretarzem Poselstwa Polskiego w Teheranie. Tam zmarł 17 lutego 1939 roku. Pochowany na Powązkach Wojskowych w Warszawie (kwatera A17-8-23/24).
Ksawery Zalewski był żonaty z Marią z Leweckich, z którą miał syna Jerzego. Jego wnukiem jest Paweł Zalewski.

## Ordery i odznaczenia
- Krzyż Srebrny Orderu Wojskowego Virtuti Militari nr 5454 – 17 maja 1922[6][7]
- Krzyż Niepodległości – 7 lipca 1931 „za pracę w dziele odzyskania niepodległości”[8]
- Krzyż Walecznych czterokrotnie[9]
- Złoty Krzyż Zasługi
- Srebrny Krzyż Zasługi[9]
- Medal Pamiątkowy za Wojnę 1918–1921[9]
- Medal Dziesięciolecia Odzyskanej Niepodległości[9]